# Casa Lassiter
La Casa Lassiter, también conocida como Casa Treadwell, es una residencia histórica en Autaugaville, Alabama. La casa fue construida en 1825 en el estilo vernáculo I-house. Fue incluido en el Registro Nacional de Lugares Históricos el 17 de julio de 1997. También figura en el Registro de Monumentos y Patrimonio de Alabama.